# Iquique Cove
Die Iquique Cove (spanisch Ensenada Iquique) ist eine Bucht von Greenwich Island im Archipel der Südlichen Shetlandinseln. Sie liegt auf der Ostseite der Discovery Bay. Am Ufer dieser Bucht steht die auf der Guesalaga-Halbinsel errichtete chilenische Arturo-Prat-Station.
Benannt ist die Bucht nach dem Forschungsschiff Iquique, das bei der Errichtung der Arturo-Prat-Station im Zuge der Ersten Chilenischen Antarktisexpedition (1946–1947) im Einsatz war. Die von den Chilenen vorgenommene Benennung überführte das UK Antarctic Place-Names Committee im Jahr 1974 ins Englische.